# 十倉好紀
十倉好紀（日语：／ Tokura Yoshinori ?，1954年3月1日—），日本凝聚态物理学家，日本學士院會員（院士），專長電子型高溫超導體與鐵電材料研究。現任東京大學卓越教授·特別榮譽教授、理化學研究所新興材料研究中心（CEMS）主任。紫綬褒章表彰。文化功勞者。

## 主要成就
十倉教授於1989年首先發現高溫下電阻為零的電子型高溫超導體（十倉規律; Tokura Rule），並發現多鐵性材料（multiferroic materials）的巨大電磁效應。
十倉在《Nature》、《Nature》姊妹期刊、《Science》及《Phys.Rev.Lett.》發表論文累計數百篇，涵蓋有關氧化物巨磁阻（CMR）效應、光致相變現象、莫特絕緣體的巨大非線性光學效應、超導化合物等重要貢獻。此外，他還創造了有機分子的強電介質，也是鐵電存取記憶體和新多鐵性材料的世界先驅。。

## 生平
1954年3月1日，十倉好紀出生於日本兵庫縣西脇市高田井町。1976年東京大學工學部物理學科畢業。1981年獲得工學博士學位（東京大學）。東大同窗樽茶清悟後來也成為東大物理學教授。
在東大，1984年開始擔任工學部物理工學科講師，1986年升任助教授，1994年升任理学系研究科物理學専攻教授，1995年擔任工學系研究科物理工學専攻教授。
2001年擔任產業技術綜合研究所・強相關電子技術研究中心。2013年開始擔任理化學研究所新興材料研究中心（CEMS）主任。
2017年，十倉與梶田隆章（2015年諾貝爾物理學獎得主）一同晉升為最初2位「東京大學卓越教授」。2019年4月晉升為史上第7位「東京大學特別榮譽教授」。

## 十倉家族
胞兄十倉雅和是日本經濟界領袖人物，現任（第6代）日本經團連會長、住友化學董事長。

## 榮譽
- 1990年：仁科芳雄獎
- 1990年：日本IBM科学獎
- 1991年：馬蒂亞斯獎（日本第一人）[6]
- 1998年：日產科學獎
- 1999年：日本物理學會論文獎
- 2000年：ISI最高引用栄誉獎
- 2001年：朝日獎[7]
- 2002年：湯森路透引文桂冠獎（第一次）
- 2003年：紫綬褒章
- 2005年：James C. MacGroddy Prize for New Materials
- 2011年：藤原獎（日语：藤原賞）
- 2012年：IUPAP Magnetism Award and Néel Medal
- 2013年：日本學士院獎、恩賜獎
- 2014年：瑞典烏普薩拉大學名譽博士
- 2014年：本多記念賞
- 2014年：湯森路透引文桂冠獎（第二次）
- 2020年：文化功勞者
- 2022年：日本學士院會員（院士）[1]